# Museo de Quilt de Nueva Inglaterra
El Museo de Quilt de Nueva Inglaterra, fundado en 1987, está localizado en el centro de Lowell, Massachusetts y se dedica al arte y oficio del quilting. Es el segundo museo de quilt más viejo en los Estados Unidos. Alberga exhibiciones especiales y permanentes, una biblioteca, una tienda, y aulas. Las colecciones son principalmente de quilts del siglo XIX de la zona geográfica de Nueva Inglaterra.

## Historia
El museo fue inaugurado en 1987, y fue fundado y atendido por fabricadores de quilt. El museo siempre se ha dedicado a los quilts artesanales y de bellas artes, con las exposiciones y clases que incorporan enfoques de artes de fibra contemporáneos y tradicionales.
El museo se trasladó a las instalaciones actuales en 1994, después de una inundación en su anterior edificio. El nuevo espacio, el histórico Instituto de Ahorros Lowell, dio al museo más habitaciones para exhibiciones, almacenamiento y preparación de colecciones, aulas, una tienda, y eventos. Es ahora parte del Parque Histórico Nacional de Lowell, el cual destaca la centralidad de Lowell en el comercio textil del siglo XIX y de la Revolución Industrial en los Estados Unidos.

## Actividades
En 2000, el museo fundó el Festival de Quilt de Lowell. IMAGES, un espectáculo que empezó en 1983, también es parte del festival; los competidores son de los Estados Unidos y Canadá. El Festival de Quilt de Lowell fue realizado por última vez en 2014.
MassQuilts, un proyecto estatal dirigido por voluntarios para documentar la historia de los Quilts, lleva a cabo sesiones en el museo el segundo jueves de cada mes. MassQuilts comenzó en 1994, y ha documentado más de 7,000 Quilts. MassQuilts también ha desarrollado exhibiciones itinerantes, exposiciones para el museo  y para "Massachusetts Quilts, Our Common Wealth" un libro de prensa universitario de la historia de quilts de Massachusetts. El museo está abierto todos los días de 10:00 a 16:00 horas. excepto domingo y lunes.